# Omnibusundersökning
Inom statistik refererar omnibusundersökning, från latinet omnibus (sv: för alla), till flera uppdragsgivare som deltar i en och samma undersökning (”åker med i samma buss”).
Genom att flera delar på kostnaden för att välja ut ett urval och att ordna med undersökningen via brev, telefon eller internet, kan flera intervjuer göras.
Dock kan varje uppdragsgivare inte ha så många frågor. Ibland kan en uppdragsgivarens frågor vara irrelevanta eller ointressanta för en del av respondenterna, eftersom de väljs ganska allmänt.